# Baron Rivers
Baron Rivers war ein erblicher britischer Adelstitel, der zweimal in der Peerage of England und je einmal in der Peerage of Great Britain und der Peerage of the United Kingdom verliehen wurde.

## Verleihungen und nachgeordnete Titel
Der Titel wurde erstmals 6. Februar 1299 in der Peerage of England für John Rivers geschaffen, indem dieser per Writ of Summons ins königliche Parlament berufen wurde. Der Titel erlosch beim Tod seines Sohnes, des 2. Barons, um 1340.
In zweiter Verleihung wurde der Titel am 9. Mai 1448 in Peerage of England durch Letters Patent an Richard Woodville verliehen. Am 24. Mai 1466 wurde er zudem zum Earl Rivers erhoben. Sein Sohn, der spätere 2. Earl, war seit 1464 mit Elizabeth Wydville, 8. Baroness Scales verheiratet und war aus deren Recht 8. Baron Scales. Bei ihrem Tod, 1473, fiel dieser Titel in Abeyance. Die Earlswürde und die Baronie Rivers erloschem am 5. März 1491, als der dritte Earl ohne männlichen Nachkommen starb. 
In dritter Verleihung wurde der Titel Baron Rivers, of Strathfield-Say in the County of Southampton, am 20. Mai 1776 in der Peerage of Great Britain an George Pitt verliehen. Da dessen einziger Sohn unverheiratet blieb, wurde dem 1. Baron zusätzlich am 1. April 1802 in der Peerage of the United Kingdom der Titel Baron Rivers, of Sudeley Castle in the County of Gloucester, verliehen, und zwar mit dem besonderen Zusatz, dass er in Ermangelung männlicher Nachfahren auch an seinen Bruder den General Sir William Augustus Pitt und dessen männliche Nachkommen, sowie in deren Ermangelung an den Sohn seiner ältesten Tochter William Beckford und dessen männliche Nachkommen vererbbar sei. Beim Tod des 2. Barons erlosch die Baronie von 1776 und die Baronie von 1802 fiel entsprechend dem besonderen Zusatz an William Beckford als 3. Baron, der seinen Nachnamen mit königlicher Erlaubnis in „Pitt-Rivers“ änderte. Letzterer Titel erlosch schließlich am 31. März 1880 beim Tod des 6. Barons.

## Liste der Barone Rivers

### Barone Rivers, erste Verleihung (1299)
- John Rivers, 1. Baron Rivers († um 1311)
- John Rivers, 2. Baron Rivers († um 1340)

### Barone Rivers, zweite Verleihung (1448)
- Richard Woodville, 1. Earl Rivers, 1. Baron Rivers († 1469)
- Anthony Woodville, 2. Earl Rivers, 2. Baron Rivers (um 1442–1483)
- Richard Woodville, 3. Earl Rivers, 3. Baron Rivers  († 1491)

### Barone Rivers, dritte und vierte Verleihung (1776; 1802)
- George Pitt, 1. Baron Rivers (1721–1803)
- George Pitt, 2. Baron Rivers (1751–1828) (Baronie dritter Verleihung 1828 erloschen)
- William Pitt-Rivers, 3. Baron Rivers (1777–1831)
- George Pitt-Rivers, 4. Baron Rivers (1810–1866)
- Henry Pitt-Rivers, 5. Baron Rivers (1849–1867)
- Horace Pitt-Rivers, 6. Baron Rivers (1814–1880)